# Krzeptowski Potok
Krzeptowski Potok – potok, prawy dopływ Cichej Wody Zakopiańskiej o powierzchni zlewni 1,255 km².
Potok wypływa w reglowej dolinie Mały Żlebek w Tatrach Zachodnich na wysokości ok. 1040 m n.p.m., jednak w dolinie tej na powierzchni występuje tylko w niektórych miejscach lub płynie tylko okresowo. Jest to bardzo mały potok, o wydajności poniżej 5 l/s. Jako stały potok pojawia się dopiero poniżej Drogi pod Reglami, już w Rowie Zakopiańskim. Spływa w północno-wschodnim kierunku przez Stare Krzeptówki, przecinając szosę z Zakopanego do Kościeliska i w Skibówkach na wysokości 843 m n.p.m. uchodzi do Cichej Wody Zakopiańskiej.